# Wollastenothoe minuta
Wollastenothoe minuta — вид бокоплава родини Stenothoidae. Описаний у 2024 році.

## Поширення
Вид поширений на сході Атлантичного океану. Типові зразки зібрані на кораловому рифі поблизу міста Пуерто-дель-Кармен острова Лансароте у складі Канарських островів. Мешкає у колоніях чорних коралів Antipathella wollastoni на глибині 50-200 м.

## Назва
Назва роду Wollastenothoe відноситься до поєднання назви хазяїна — чорного корала Antipathella wollastoni, з назвою роду Stenothoe, типового у родині Stenothoidae.
Видовий епітет minuta відноситься до невеликого розміру тварини.

## Опис
Довжина тіла менше 1,5 мм. Тіло дорсально гладке. Голова без рострума. Вусики довгі, трохи коротші за половину довжини тіла. Тельсон із спинними шипами.